# 이토 데쓰야
이토 데쓰야(일본어: 伊藤 哲也, 1970년 10월 1일 ~ )는 일본의 전 축구 선수이다.

## 구단 경력
과거 NKK, 요코하마 마리노스, 산프레체 히로시마, FC 도쿄, 오이타 트리니타, FC 기후에서 활동하였다.